# عدنان عفراویان
عدنان عفراویان (متولد ۱۳۵۴) بازیگر اهل اهواز که در فیلم باشو، غریبه کوچک در نقش باشو (قهرمان فیلم) ایفای نقش می‌کند. این فیلم تنها کار سینمایی عدنان عفراویان است.

## زندگی
او اکنون در اهواز فلکه لشکر آباد به سیگار فروشی و فروش سی دی فیلم بازی خود مشغول است. عدنان عفراویان بازیگر نوجوان نقش باشو یکی از پرسروصداترین حاشیه‌های فیلم بود؛ پسرکی که خیلی اتفاقی به یکی از دوست داشتنی‌ترین شخصیت‌های سینمای بیضایی و حتی سینمای ایران تبدیل شد.

## گفتگو
عدنان به خبرنگار عصر ایران می‌گوید:
«من هم مثل خیلی از نوجوانانی که برای اولین بار در سینما حضور پیدا کردند و شاهکاری را خلق کردند و بعد رها و تنها شدند برای مدتی افسرده و گیج شده بودم.»
عصر ایران در ادامه گزارش خود می‌آورد:
«اگر در میان کسانی که در اهواز بساط کرده‌اند، باشو را دیدی نپرس حال بیضایی (کارگردان و نویسنده فیلم) و نایی چطور است. چون نه تنها خبری از آن‌ها ندارد بلکه داغ دلش را برای دوباره دیدن نایی و بچه‌هایش، بیضایی و شوهر نایی تازه می‌کنی.»